# 完売劇場
『完売劇場』（かんばいげきじょう）は、2000年4月から2009年3月までテレビ朝日で放送していた深夜バラエティ番組。同局製作のイベント告知を趣旨とした広報番組であった。

## 番組概要
- 2006年3月までは毎週日曜日(土曜日深夜)、原則として1時30分-1時40分に放送していたが、同年4月から土曜日（金曜日深夜）2時50分に放送時間が変更になった。『朝まで生テレビ!』を放送する週は休止となる。
- 主に若手お笑い芸人によるショートコントを放送。2000年代のバラエティ番組としては珍しくスタッフや観客の笑い声を一切入れない、無駄なテロップを出さない等、独特のシュールな雰囲気を出している。
- この番組はテレビ朝日イベント事業部が製作している番組であるため、テレビ朝日が主催・協賛する公演（音楽・演劇等）のチケット発売情報も放送された。
- レギュラー出演者は年に1組程度交代する。この番組を経てブレイクした芸人が多く、若手芸人の登竜門的番組。
- 地上波デジタル放送では4:3の標準画質での放送されていた。
- レギュラーの芸人を中心としたお笑いライブ「東京腸捻転」が定期的に行われていた。番組タイトルの通り、そのチケットは即完売する人気。
- ビデオ・DVDソフトが数多く発売されていた。
- 撮影はほとんどビデオカメラである。

## 出演者
若手芸人5組がレギュラー出演。過去には、グラビアアイドル1名も含まれていた。

### 腸捻転軍団
終了時
- 【恐喝万華鏡】劇団ひとり
- 【悶絶核弾頭】ホーム・チーム
- 【咀嚼防空壕】東京ダイナマイト
- 【桃色来々軒】柳原可奈子
- 【虚空灰神楽】ラバーガール

終了時以前
- 【崇高演説家】鳥肌実
- 【哀愁玩具箱】マキタスポーツ
- 【芸術知能犯】ラーメンズ
- 【超天然紳士】ダンディ坂野
- 【能面解毒花】田上よしえ
- 【場末夢屋台】ドランクドラゴン
- 【秘宝闇商人】長井秀和
- 【妖艶七変化】前田健
- 【愛欲即身仏】シャカ
- 【心眼不文律】ダーリンハニー

### その他の出演者
- 【高能力爆弾】エスパー伊東
- 【放浪用心棒】安生洋二
- 【聖母桃源郷】小池栄子
- 【実況重戦車】田畑祐一
- 【電脳艶酒場】丸川珠代
- 安めぐみ
- 村上恵梨
- 佐藤寛子
- かでなれおん

### 胃拡張軍団
- 【眼鏡枯山水】おぎやはぎ
- 【革命偽問屋】バナナマン
- 【革命遊園地】バカリズム
- 【迷宮積乱雲】アンジャッシュ
- 【確変舞童館】坂道コロンブス
- 【躍動昇天節】テツandトモ
- 【恫喝摩天楼】ロバート
- 【温泉喜術師】マギー審司
- 【劇薬小学生】エレキコミック
- 【不眠収穫祭】インスタントジョンソン
- 【突然変異汁】みつまJAPAN
- 【疑虐夜総会】ヒロシ
- 【邪念癌病棟】18KIN
- 【浪花美男子】Over Drive
- 【灼熱動物園】磁石
- 【逆風超新星】火災報知器
- 【魔幻密黒龍】HIRO SAKAI

## エピソード
- コントで使用される小道具は出演者が普段ネタで使用している物や、スタッフが手作りの物が多い。コントで使用される小道具の中にガムテープで作られた物がある（シートベルト、早押しボタンなど）。
- 出演者がコントのネタを思いつかない場合、スタッフが出演者を会議室などに監禁して意地でもネタを作らせる。
- 2本撮りは当たり前となっている。
- コントは主にテレビ朝日社屋で収録している。
- 政治ジャーナリストの田原総一朗が「田原総一朗を笑わせろ！」というコーナーでゲストとして出演した。他にも、ジャーナリストとしては鳥越俊太郎、作家としては猪瀬直樹が出演したことがある。

## ネット局と放送時間
| 放送対象地域 | 放送局               | 系列           | 放送曜日及び放送時間              | 備考                             |
| ------------ | -------------------- | -------------- | --------------------------------- | -------------------------------- |
| 関東広域圏   | テレビ朝日（製作局） | テレビ朝日系列 | 土曜 2時50分〜3時00分（金曜深夜） | 日曜 1時30分から移動（土曜深夜） |
| 静岡県       | 静岡朝日テレビ       | テレビ朝日系列 | 土曜 2時50分〜3時00分（金曜深夜） | 2005年10月より放送開始           |

### 過去に放送していた局
| 放送対象地域 | 放送局           | 放送曜日及び放送時間              |
| ------------ | ---------------- | --------------------------------- |
| 青森県       | 青森朝日放送     | 日曜 1時30分〜1時40分（土曜深夜） |
| 宮城県       | 東日本放送       | 土曜 11時30分〜11時40分           |
| 大分県       | 大分朝日放送     | 日曜 2時20分〜2時30分（土曜深夜） |
| CS放送       | テレ朝チャンネル | 日曜 18時30分〜18時45分           |

- 以上、4局とも2006年3月末で打ち切り。
- 東日本放送では2005年10月1日から放送開始、後に金曜深夜に移動した。
- テレ朝チャンネルでは、リピート放送もあった。

## 主題歌
エンディングテーマ
- iyiyim「Angel ～あなたに会えたから～」
- 鬼束ちひろ「ROLLIN'」
- SCRIPT「STRANGER」
- MO'SOME TONEBENDER「DUM DUM PARTY」
- CRAZE「ALONE」
- ZZ「Pride Yourself」
- 陰陽座「組曲「義経」〜悪忌判官」
- マキシマム ザ ホルモン「包丁・ハサミ・カッター・ナイフ・ドス・キリ」
- PENICILLIN「月千古輝」
- AIR「Walk This Way」
- カオマイルド「燃えよ!!カロリー!」
- coldrain「Fiction」[1]
- DELUHI「HYBRID TRUTH」